# Teulisna sordida
Teulisna sordida là một loài bướm đêm thuộc phân họ Arctiinae, họ Erebidae.